# Milchbar

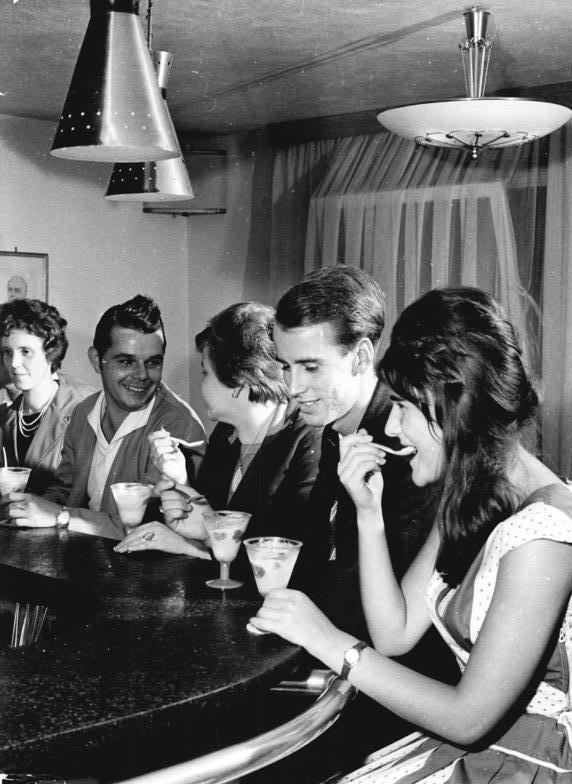
Milchbar in der DDR (in Gerichshain in Sachsen, 1961)

Eine Milchbar ist ein Gastronomiebetrieb, in dem ursprünglich nur nichtalkoholische Getränke, häufig auch Speiseeis, serviert wurden.
Die ersten Milchbars entstanden Mitte der 1930er-Jahre. Besonders in den USA wurden aufgrund der Prohibition viele Milchbars eröffnet. In den 1950er- und 1960er-Jahren war das Interesse an Milchbars am größten. Heutige Milchbars hingegen verkaufen häufig auch alkoholische Getränke.
Wie viele andere amerikanische Moden kamen auch die milk bars in der Nachkriegszeit nach Europa und Deutschland. Zu Beginn der 1950er-Jahre gab es alleine in Köln und Umgebung mehrere Lokale dieses Typs. Erhalten ist die 2019 in das LVR-Freilichtmuseum Kommern versetzte Brühler Milchbar, die als wichtiges architektonisches Zeugnis der 1950er-Jahre gilt.
Durch das Buch A Clockwork Orange und dessen Verfilmung wurde die fiktive Milchbar Korova (von корова, russisch für Kuh) bekannt. Ein Restaurant in New York nahm sich die Milchbar aus dem Film als Stilvorlage für seine Räumlichkeiten.
Eine polnische Variante der Milchbar ist die Bar Mleczny. Diese preiswerten Selbstbedienungslokale hatten ihre Blütezeit vor allem in der kommunistischen Ära. In Polen bieten diese Lokale heute noch Speisen an, die aus der traditionellen polnischen Küche stammen.